# 김태희 (작가)
김태희는 대한민국의 텔레비전 드라마 작가이다.

## 드라마
- 2006년 KBS2 수목 미니시리즈  《위대한 유산》 ... 공동집필
- 2007년 KBS2 드라마시티  《이중장부 살인사건》 ... 집필
- 2008년 KBS2 대하드라마  《대왕 세종》 ... 공동집필
- 2010년 KBS2 월화 미니시리즈  《성균관 스캔들》 ... 집필
- 2016년 KBS2 월화 미니시리즈  《뷰티풀 마인드》 ... 집필
- 2019년 tvN 월화 미니시리즈  《60일, 지정생존자》 ... 집필
- 2022년 JTBC 금토일 미니시리즈 《재벌집 막내아들》 ... 공동집필

## 같이 보기
- 김태희